# Линэзерс (больница)
Больница «Ли́нэзерс» являлась старейшим из стационаров Рижской Восточной клинической университетской больницы, который специализировался на лечении гематологических заболеваний, а также предоставлял пациентам услуги хирургической и внутренней медицины. Располагалась в Бикерниекском лесу по адресу улица Линэзера, 6. В 2016 году стационарное гематологическое отделение «Линэзерс» было переведено в Латвийский онкологический центр, а здание больницы передано Национальным вооружённым силам.

## История
Больница «Линэзерс» была открыта в 1972 году как «спецбольница» для привилегированной номенклатуры СССР при 4-м управлении Министерства здравоохранения Латвийской ССР. В её управлении находились «спецполиклиника» на улице Сколас, 5 (ныне медицинская компания «ARS»), а также несколько санаториев и домов отдыха в Юрмале. После восстановления независимости Латвии, в 1992 году больница была преобразована в клинику Линэзерс Латвийской медицинской академии. В 1994 году в «Линэзерс» был переведён Государственный гематологический центр. В 1998—1999 годах «Линэзерс» был преобразован в государственное акционерное общество. В нём было создано отделение трансплантации стволовых клеток. В 2005 году его объединили с больницей «Бикерниеки» и Латвийским онкологическим центром, а в 2007 году он был включён в состав Рижской Восточной клинической университетской больницы как больничный стационар.
В 2009 году урологическое отделение больницы было переведено в больницу «Гайльэзерс», а в 2016 году гематологическое отделение было переведено в Латвийский онкологический центр, после чего стационар «Линэзерс» был закрыт.
В 2017 году помещения больницы «Линэзерс» были переданы Министерству обороны для нужд подразделений Земессардзе, расположенных в Риге, а также других учреждений, подчинённых Министерству обороны.